# Platja de Llastres
La Platja de Llastres, anomenada també L'Estilleru, situada en la parròquia de Llastres, en el concejo de Colunga a Astúries, s'emmarca a les platges de la Costa oriental d'Astúries, anomenada també Costa Verda Asturiana, estant moltes d'elles considerades paisatge protegit, des del punt de vista mediambiental (per la vegetació, per la seva orografia, el seu origen càrstic, etc). Per aquest motiu estan integrades, segons informació del Ministeri d'Agricultura, Alimentació i Medi ambient, en el Paisatge Protegit de la Costa Oriental d'Astúries, comptant amb la catalogació de LIC.

## Descripció
La platja de Llastres presenta forma rectilínia i pot arribar-se amb cotxe fins a la platja mateixa. També la hi coneix com a platja de L'Estilleru, ja que en ella va haver-hi durant segles una drassana; o per Astuero, a causa del rierol homònim que allí desemboca.
Gaudeix dels avantatges d'estar prop de Llastres, un dels pobles més típics i bells del litoral asturià.
Respecte als serveis amb els quals explica estan: lavabos, dutxes, papereres, servei de neteja, senyalització de perill, aparcament i en els mesos d'estiu equip de salvament.